# Fairfield, Kent
Fairfield är en by i civil parish Snargate, i distriktet Folkestone and Hythe, i grevskapet Kent, i England. Byn är belägen 16 km från Ashford. Fairfield var en civil parish fram till 1934 när blev den en del av Snargate och Stone cum Ebony. Civil parish hade 61 invånare år 1931.